# THE STREET SLIDERS
THE STREET SLIDERS（ザ・ストリート・スライダーズ）は、日本のロックバンド。1980年結成。アマチュア時代はリトル・ストーンズと称されて人気を得る。1983年にEPIC・ソニーからレコード・デビュー。2000年に解散。

## メンバー
1980年の結成から現在までメンバー不動。
| 氏名     | 愛称  | 生年月日              | 担当             | 備考 |
| -------- | ----- | --------------------- | ---------------- | --- |
| 村越弘明 | HARRY | 1959年1月26日（66歳） | ボーカル、ギター | 大半の楽曲にて作詞・作曲を手掛ける。                                                                          |
| 土屋公平 | 蘭丸  | 1960年10月4日（64歳） | ギター、ボーカル | 3枚目のアルバムから村越と共にJOY-POPSの共同名義で作詞・作曲および編曲を手掛け、単独でも作詞・作曲を手掛ける。 |
| 市川洋二 | JAMES | 1959年3月11日（66歳） | ベース、ボーカル | 一部の楽曲にて作詞・作曲を手掛ける。                                                                          |
| 鈴木将雄 | ZUZU  | 1960年12月4日（64歳） | ドラムス         | |

## 経歴

### 出会いからデビューまで
1974年
- 市川洋二、村越弘明が高校1年生の時同じクラスで出会う[1]。
- 土屋公平、鈴木将雄は地元の小学校で出会うが、友達になるのは中学に入ってから[2]。

1978年
- 最初、村越と市川は別々のバンドにいたが市川のバンドに欠員が出たため、ギターとして村越が加入。

1979年
- 11月、府中市民アマチュアバンド・フェスティバルで土屋と鈴木は客に酒をぶっかけて暴れ回る村越のステージに出会う。その後大学のキャンパス・コンサートの楽屋で知人に村越を紹介される。
- 12月24日、土屋が雇われマスターをつとめるロック喫茶メロウハウスに村越と市川が顔を出すようになり、自分達のバンドに土屋と鈴木を誘う[3]。

1980年
- 2 - 3月[4][5]、スタジオのセッションに土屋と鈴木が呼ばれる形で“The Street Sliders”が結成される。地元の楽器店や小さなライブハウスの出演から始める。[注釈 1]。
- 5 - 6曲持ち歌ができた頃、地元の知人の紹介で福生にあるライブハウスのUZUや高円寺にあったレッド・クロス、吉祥寺のシルバー・エレファントといった小さなライブハウスにも出始める。

1981年
- 8月、新星堂ロック・イン・コンテストにストリート・スライダーズで出場[注釈 2]。グランプリを獲得。多くのレコード会社から契約の打診を受ける[6]。
- 10月、SDオーディション（CBS・ソニーオーディション）[注釈 3]にてスライダーズが東京地区最優秀グループ賞を受賞[7]。
- ソニーのSD部担当者がカセットテープに録音した新星堂のオーディションの模様をSDオーディションに出しており、それがEPIC・ソニー企画制作部チーフ・プロデューサー（当時）目黒育郎の目にとまる[注釈 4]。

1982年
- 1982年春、福生の米軍キャンプで“リトル・ストーンズ”と呼ばれ人気を博する。
- 12月、映画『BLOW THE NIGHT 夜をぶっ飛ばせ』の主題歌と音楽をスライダーズが担当。LIVEシーン収録の為、新宿ACBにてSPECIAL LIVE（冒頭のライブ・シーン）。

### メジャー・デビュー
1983年
- 3月5日、EPIC・ソニーより、1stアルバム『SLIDER JOINT』、1stシングル「BLOW THE NIGHT / のら犬にさえなれない」[注釈 5]でデビュー。福生のライブハウスUZUにてデビュー記念ライブを行う[注釈 6]。
- デビュー後、4人はハイエースに乗って北海道から九州までの全国ツアーに出る。
- 12月1日、2ndアルバム『がんじがらめ』をリリース[注釈 7]。

1984年
- 2月、初めての海外で3週間ほどロンドンへ渡英。ローリング・ストーンズのツアー・カメラマンMichael Halsband（マイケル・ハルスバンド）とのフォト・セッションが目的。
- 11月11日、3rdアルバム『JAG OUT』発売[注釈 8]。

1985年
- 一部業界人によって大人ファンクラブ「FOOL TO CRY（愚か者の涙）」が結成される[注釈 9]。
- 5月、ホールや会館を中心にした本格的なライブ・ツアー『GIG'85』を開催。
- 7月21日、4thアルバム『夢遊病』リリース。ロンドンでのレコーディング。セカンド・アルバムから本作まではセルフ・プロデュース。レコーディング・ミキサーを担当したウォルター・サミュエルの要望で、一発録りでレコーディングされた過去3枚のアルバムと異なり、一つ一つのパートを個別に録音するダビング方式が取られた。
- 9月14日、東京都・日比谷野外音楽堂での初ライブとなる『SLIDERS GIG'85 at 野音』を開催。
- 11月21日、4thシングル「Angel Duster」（エンジェル・ダスター）発売。デビューからこの時点までスライダーズのメンバーはシングル盤を出すことに積極的ではなかった[注釈 10]。しかし前作のアルバム発売後に「Angel Duster」が生まれた時、村越は「ロックとして勝負できる曲ができた」[注釈 11]と確信し、この曲を新しいシングルのA面にしたいと考えたという。
- 佐久間正英は、今度はベルリン出身のドイツ人で若きエンジニアのマイケル・ツィマリング[注釈 12]を伴って、「Angel Duster」12インチ・シングル録音の為、再びSONYのスタジオにやって来る。

1986年
- 1月22日、5thシングル「Angel Duster」12インチ・シングル発売[注釈 13]。
- 5月24日、日比谷野音での2度目のライブ。
- 6月21日、6thシングル「Back to Back」12インチ・シングル発売。ギター土屋の好きなファンクの要素が取り入れられる。
- 佐久間のリミックスと映像ディレクターの佐藤輝に依頼したプロモーション・ビデオのインパクト、もとより楽曲の確かさが功を奏してテレビの地上波や深夜の音楽番組で話題となり、ストリート・スライダーズの認知度は上がっていく。
- 8月5日、新宿・都有3号地にて『摩天楼のダンス天国』開催。オープニング・ナンバーは「すれちがい」。後にビデオ・DVDで商品化された（映像ディレクターは佐藤輝）。
- 11月1日、7thシングル「Special Women」発売。
- 11月21日、5thアルバム『天使たち』発売。

初の武道館とライブ・アルバム
1987年
- 1月30日、初めての日本武道館公演『HEAVEN AND HELL（天国と地獄）』開催[注釈 14]。オープニング・アクトはRED WARRIORS[注釈 15]が務めた。後の3月21日に、この公演の模様を収めたライブ・アルバム『THE LIVE! 〜HEAVEN AND HELL〜』[注釈 16][注釈 17]をリリース。
- 4月3日、宝島ファン・クラブ会員1万人達成記念イベントにより芝浦インクスティックにて、ロックン・ロールのカバー曲を集めたライブ《Slippin' And Slidin'》を行う。
- 10月1日、7thアルバム『BAD INFLUENCE』リリース[注釈 18]。アルバム『天使たち』の後、バンドのその方向性をソウルフルでリズム&ブルース色の強いサウンドに自らシフトしていった時期になる[8]。オリコン・チャート初登場3位を記録し、売上という意味ではメジャー・デビュー以降、最も成功したアルバムである[9]。
- この頃のスライダーズはバンドとして大きな局面にあり、中堅のバンドというイメージから日本の音楽シーンにおいて確たる存在感を示し始める。
- 8月22-23日、熊本県の県営野外劇場アスペクタで行なわれた12時間オールナイト野外ライヴ『BEAT CHILD』[注釈 19]に出演。激しい雨と風の中、スライダーズは深夜に登場した。

### 最初の活動休止
1987年
- 9月、ドラムスの鈴木が交通事故[注釈 20]で入院。アルバム・リリースに合わせて予定されていた全国50カ所ツアー全公演がキャンセルとなり、バンドは半年ほどの休止状態に入る。休止の間、村越と土屋によるアコースティック・ユニット“JOY-POPS”が始動。土屋は“甲斐よしひろ&プロジェクトK”にも参加。
- 10月、村越が「風が強い日」のプロモーション・ビデオ撮影のため、単身バリ島へ飛ぶ。

1988年
- 1月21日、前年発売のアルバム『BAD INFLUENCE』からのリカットシングル「Baby, 途方に暮れてるのさ」を発売。レゲエのリズムを主体とした曲が日本でシングルとして発売されるのは、当時稀有なことであった。
- 2月、初のベスト・アルバム『REPLAYS』リミックス作業の為、村越と土屋がニューヨークへ飛ぶ[注釈 21]。
- 4月10日、NHK『MUSIC WAVE SPECIAL』（東京・汐溜PIT）収録にてバンドの活動を再開[注釈 22]。
- 4月25日、『復活!ROCK'N' ROLL DEF' TOUR』より本格的に活動を再開。富山を皮切りに全国60カ所のツアーを実施。
- 6月15日、『夜のヒットスタジオ』初出演。ファン代表として俳優伊武雅刀の電話コメントが紹介され、別スタジオにて「Boys Jump The Midnight」を生演奏した。
- 6月22日、ストリート・スライダーズ初のベスト・アルバム『REPLAYS』発売。
- 8月、『ROCK'N' ROLL DEF' SPECIAL』を福岡、名古屋、大阪、東京で開催。東京は日本武道館2日間連続公演。
- 9月15日、次のアルバム・レコーディングに入る。レコーディング終了後、メンバー全員でインドへ。

1989年
- 1月21日、9thアルバム『SCREW DRIVER』発売。再び自分達でプロデュースを手掛け、国内でレコーディングを行うようになる[注釈 23]。
- 『SCREW DRIVER』リリース以降、ルーティンでのアルバム・リリースよりもライブ・ツアーでの活動を優先するようになる。結果、毎年1枚のペースで発表していたアルバム・リリースの間隔がこの頃から少しずつ伸び始める[注釈 24]。
- 9月〜、メンバー各人、充電期間に入る。その間、村越と土屋はJOY-POPS初のスタジオ・レコーディングを行う。その後土屋は単身インド旅行へ。市川は2か月ほどロンドンへ。鈴木のみ詳細不明。
- 12月9日、16thシングル「ROUTE S･S」発売。スライダーズ、JOY-POPS、土屋のソロ3作を缶ケースに納めた企画物CDシングルであったが、スライダーズのロックとは別のアコースティック・サウンドであるJOY-POPS、土屋のソロといった新たな側面と可能性を生むきっかけにもなった[注釈 25]。

1990年
- 2月-5月、『ROUTE S･S TOUR』開催。このツアー中、“子供の日”と“大人の日”の2日間に分けたライブを名古屋、大阪、東京・日本武道館、福岡にて開催。
- 6月2・3日、東京・日比谷野外音楽堂で3度目のワンマン・ライブ『Get Wet When It Rains』開催。初日はFC会員限定。

### リズム・セクションの変化
レゲエのリズム
- アルバム『天使たち』から『BAD INFLUENCE』にかけて、スライダーズの曲やアレンジに黒っぽさ（ブラック・ミュージック）が加わってくる。『BAD INFLUENCE』のレコーディングでは「…メンバーが昔から聴いているレゲエやその他溜まっていたものが欲求として出てきたので、バンドとしても新陳代謝があっても良いのではないかと思った」と村越がインタビューで答えている[注釈 26]。
- 前年の『ROUTE S･S TOUR』や日比谷の野音のあたりから「…ZUZUとジェームスのリズム・セクションを中心にバンドのサウンドに新しい感触を感じていた」と話す4人のインタビュー[注釈 27][注釈 28]が残されている。
- 12月21日、10thアルバム『NASTY CHILDREN』発売。共同プロデューサーに今井裕が名を連ねており、アルバムの半分はロンドン・レコーディング。曲のクレジットは全編JOY-POPS [注釈 29][注釈 30]。
- 8thの『BAD INFLUENCE』と10thの『NASTY CHILDREN』では、レゲエへの関心が強かった鈴木と土屋の影響もあり、スタジオで音出しする中、アレンジで自然に取り入れられていくようになる[10]。ブルースやロックン・ロールが中心だったスライダーズのレパートリーに以降、レゲエの要素が加わっていく[注釈 31][注釈 32] [注釈 33]。

1991年
- 1月6日、日本武道館他、5カ所にて『BIG BEAT, DANCE SPECIAL'91』開催。このツアーで「バンドがステップ・アップした分、個人として新たなテーマができた」「今回リズムの部分で新たな面が出せたのはよかった」「有意義な旅だった」[11]と語るメンバーのコメントが出されている。

### 二度目の活動休止
1991年
- 2月、ツアー終了後“冬眠（無期限活動休止）”を発表する[注釈 34] [注釈 35]。
- 土屋がほぼ同時期に活動休止したRCサクセションの仲井戸麗市とユニット麗蘭を結成。4月10日新潟から初のツアーをスタートさせる。

1992年
- 3月1日、バンドが活動休止の間、未CD化だった12インチシングルをCD化した11thアルバム『RARE TRACKS』発売。

1993年
- 3月5・6日、デビュー10周年に当たるこの年、無期限の活動休止から約2年を経て日本武道館にて『Live‘93 沈黙の答え』を地区限定で行う。ライブ終了後、バンドは再び活動を休止する。

1994年
- 4月1日、1991年の活動休止から約3年経過の春、全国30カ所にて『TOUR 不滅』を開催[注釈 36]。
- 秋、4年ぶりにメンバーでスタジオに入り、次作アルバムの録音開始。

### 活動再開から解散まで
1995年
- 4月21日、12thアルバム『WRECKAGE』発売。バンドの活動休止から4年4カ月ぶりとなるアルバムは、それまでのアルバムの流れを断ち切り、4人の今の新しいフィーリングを表す再出発的な一枚となっている。[注釈 37]
- 10月1日、ライブ・アルバム『GET THE GEAR!』発売。

1996年
- 11月21日、14thアルバム『NO BIG DEAL』発売。スタジオ・アルバムとしては本作が最後となる。

1998年
- 4月1日、ベスト・アルバム『HOT MENU BEST OF THE STREET SLIDERS』発売。

2000年
- 3月5日、結成20周年のこの日から毎月5日、新宿LIQUIDROOMにて4カ月連続のマンスリーLIVE『THE LATE SHOW』開催。Twilight Stage、Night Stageの1日2ステージ。
- 10月29日、日本武道館での『LAST LIVE』を最後に解散。17年間のメジャー活動の中で23枚のシングル盤と15枚[注釈 38]のアルバム、全国で計689回のライブを行った。

## スライダーズデビュー40周年
2023年1月23日、The Street Slidersデビュー40周年を記念して40周年アニバーサリーの実行委員会がオフィシャル・サイトをオープン。豪華トリビュート盤とオリジナル音源の2枚組発売の告知と同時にYouTube Channel、専用Twitterアカウントが立ち上がる。

その後、東京都の日本武道館でライブが行われることが発表され2000年の解散以降、約22年ぶりにオリジナルメンバー4人が再集結しステージで顔を合わせた貴重なライブとなった。

### トリビュート&オリジナル音源2枚組
- On The Street Again -Tribute & Origin- スライダーズデビュー40周年記念プロダクツ第1弾。　トリビュート&オリジナル音源2枚組（完全生産限定盤）
- 豪華12組のアーティスト陣により独自に解釈し制作されたトリビュート音源（Disc1）と、現代に語り継ぐべく当時のオリジナル・アナログマスターを使用、リマスタリングしコンパイルした全16曲のオリジン盤（Disc2）の２枚組。
- 2023年3月5日、デビュー記念日。公式YouTube Channelにて「オリジン盤先行全曲試聴会（爆オン上映会）」を一度きりで発売に先駆けて日本各地で開催。デビュー40周年を祝う。
- FM COCOLOとFM802でザ・ストリート・スライダーズのトリビュート音源及びオリジナル音源をセットでデビュー日の3月5日から9日間連続でオンエアされる。
- トリビュート盤がアナログ2枚組のLPで2023年12月20日に発売される。

### SPECIAL PREVIEW GIG（豊洲PIT）
トリビュートアルバムのCD購入者を対象に日本武道館ライブの前夜祭として4月28日東京の豊洲PITにおいて「The Street Sliders 40th ANNIVERSARY SPECIAL PREVIEW GIG」を開催。全11曲、約1時間弱ではあったが2000年のバンド解散以降、4人が同じステージに上がるのはこれが初となる。

### The Street Sliders Hello!!（日本武道館公演）
2023年5月3日に東京の日本武道館で「The Street Sliders Hello!!」ライブが行われ、解散後22年と半年振りにメンバー4人がステージに再集結。バックステージ開放席、立ち見席も含めた約1万4千人分のチケットは全て完売した。終演後、秋に全国ツアー『ROCK’N ROLL』を行うと発表。

衛星基幹放送事業（BSデジタル放送）WOWOWより日本武道館からライブの独占生中継及びストリーミング配信も行われた。

### THE LIVE! アニバーサリー・エディション
40周年記念プロダクツの第2弾。1987年1月30日に行われた第一回日本武道館のライブが『天国と地獄 LIVE AT BUDOKAN 1987 40th Anniversary Edition』で初映像化。同時にCD音源もリマスターで未公開分を含めLPジャケットサイズのスペシャルパッケージで発売。

### The Street Sliders TOUR 2023 「ROCK’N’ROLL」
日本武道館ライブ『Hello‼︎』終演後、2023年秋のツアー『ROCK’N’ROLL』が行われると発表された。
9月1日より関東、大阪、愛知、宮城、福岡の全9ケ所。入手困難となったチケットは全て完売した。
ツアー初日。埼玉のライブ会場で40周年記念のビジュアル・ヒストリー・ブック、及び新たなアナログ盤の発売が告知される。

### ライジング・サン・ロック・フェスティバル
2023年8月11日。毎年夏に北海道石狩市に野外特設ステージを設けて開催される国内最大級の野外オールナイトロック・フェスであるライジング・サンに出演。スライダーズの40周年アニバーサリーイヤーで野外の音楽フェスに出演したのはこの一箇所のみである。

### 40th Anniversary Final: The Street Sliders 「Thank You！」
前回のツアー『Rock’n’ Roll』最終日の大阪公演終演後、2024年春に40周年アニバーサリー・イヤーを締めくくるファイナルツアーを発表。。
2024年3月6日より全国8ケ所で公演を行った。

### 日比谷野音スペシャルGIG
2024年4月6日、40周年アニバーサリーの一環として東京都日比谷の野外大音楽堂でスペシャルメニューのGIG『enjoy the moment』が行われた。この日のライブの模様は衛星放送のWOWOWより生中継が行われ、後日同局のオンデマンドでも配信された。

## ディスコグラフィ

### シングル
| #    | タイトル                 | 初回リリース年月日 | 品番                      | 収録曲 | 備考                                                                |
| ---- | ------------------------ | ------------------ | ------------------------- | --- | ------------------------------------------------------------------- |
| 1st  | Blow The Night!          | 1983年3月5日       | 07･5H-149                 | SIDE A 1. Blow The Night! SIDE B 1. のら犬にさえなれない | 7インチ・シングル                                                   |
| 2nd  | カメレオン               | 1984年11月1日      | 12･3H-150                 | SIDE A 1. カメレオン (Long Version) SIDE B 1. カメレオン (English Version)                                                                                     | 12インチ・シングル                                                  |
| 3rd  | New Dance                | 1985年7月1日       | 12･3H-168                 | SIDE A 1. NEW DANCE (Long Version) SIDE B 1. NEW DANCE (English Version)                                                                                       | 12インチ・シングル                                                  |
| 4th  | Angel Duster             | 1985年11月21日     | 07･5H-276                 | SIDE A 1. Angel Duster SIDE B 1. No Down | 7インチ・シングル                                                   |
| 5th  | Angel Duster             | 1986年1月22日      | 12･3H-206                 | SIDE A 1. Angel Duster-Long Version (Special Extended Mega Mix) SIDE B 1. Party Is Over 2. No Down                                                             | 12インチ・シングル                                                  |
| 6th  | Back To Back             | 1986年6月21日      | 12･3H-231                 | SIDE A 1. Back To Back SIDE B 1. Lay down the city 2. Back To Back (Special Extended Version)                                                                  | 12インチ・シングル                                                  |
| 7th  | Special Women            | 1986年11月1日      | 07･5H-324                 | SIDE A 1. Special Women SIDE B 1. Up & Down Baby | 7インチ・シングル                                                   |
| 8th  | Boys Jump The Midnight   | 1987年1月21日      | 07･5H-335                 | SIDE A 1. Boys Jump The Midnight (Single Version) SIDE B 1. VELVET SKY                                                                                         | 7インチ・シングル                                                   |
| 9th  | EASY ACTION              | 1987年7月22日      | 07･5H-354                 | SIDE A 1. EASY ACTION SIDE B 1. HOLD ON | 7インチ・シングル                                                   |
| 10th | 風が強い日               | 1987年11月21日     | 07･5H-386                 | SIDE A 1. 風が強い日 SIDE B 1. のら犬にさえなれない (Live Version)                                                                                             | 7インチ・シングル                                                   |
| 11th | Baby, 途方に暮れてるのさ | 1988年1月21日      | 07･5H-398                 | SIDE A 1. Baby, 途方に暮れてるのさ SIDE B 1. Back To Back (Live Version)                                                                                       | 7インチ・シングル                                                   |
| 12th | Don't Stop The Beat      | 1988年3月21日      | 07･5H-3019                | SIDE A 1. Don't Stop The Beat SIDE B 1. Sunshine Eye Angel | 7インチ・シングル                                                   |
| 13th | TOO BAD                  | 1988年4月30日      | - 07･5H-3027 - 10･8H-3027 | SIDE A 1. TOO BAD SIDE B 1. Day Dreamer | - 7インチ・シングル - 8cmCDシングル - ※アナログ盤リリースは本作まで |
| 14th | ありったけのコイン       | 1988年9月21日      | 10･8H-3039                | 1. ありったけのコイン 2. ハートに風穴 | - 8cmCDシングル - ※本作よりCDのみリリース                           |
| 15th | Baby, Don't Worry        | 1989年1月11日      | 10･8H-3082                | 1. Baby, Don't Worry 2. Rock On | 8cmCDシングル                                                       |
| 16th | ROUTE S.S.               | 1989年12月9日      | ESDB 3051/3               | THE STREET SLIDERS (ESDB 3051) 1. いい天気 2. BADな女 JOY-POPS (ESDB 3052) 1. GET OF MY MIND 2. EMPTY HEART 土屋公平 (ESDB 3053) 1. 届かぬラブレター 2. 蜜の味 | - 8cmCDシングル×3 - ※缶ケース入りBOXセット                          |
| 17th | COME OUT ON THE RUN      | 1990年10月21日     | ESDB 3163                 | 1. COME OUT ON THE RUN 2. IT'S ALRIGHT BABY | 8cmCDシングル                                                       |
| 18th | FEEL SO SAD              | 1995年3月24日      | ESDB 3556                 | 1. FEEL SO SAD 2. Hello Old Friends | 8cmCDシングル                                                       |
| 19th | WAVE'95                  | 1995年8月2日       | ESCB 1608                 | 1. WAVE'95 (REMIX) 2. 日暮し (REMIX) 3. CHAMELEON (Extended English Version)                                                                                   | 12cmCDシングル                                                      |
| 20th | On The Road Again        | 1996年9月21日      | ESDB 3707                 | 1. On The Road Again 2. 愛の痛手が一晩中 | 8cmCDシングル                                                       |
| 21st | Can't Get Enough         | 1996年10月21日     | ESDB 3716                 | 1. Can't Get Enough 2. Cacth a Fire | 8cmCDシングル                                                       |
| 22nd | Shinin' You              | 1997年11月21日     | ESDB 3809                 | 1. Shinin' You 2. いつか見たかげろう | 8cmCDシングル                                                       |
| 23rd | Get Up & Go              | 1998年8月21日      | ESCB 1903                 | 1. Get Up & Go 2. Ride on fuckin' age 3. Get Up & Go (REMIX)                                                                                                   | 12cmCDシングル                                                      |

### アルバム

#### オリジナル
| #    | タイトル       | 初回リリース年月日 | その他 |
| ---- | -------------- | ------------------ | --- |
| 1st  | SLIDER JOINT   | 1983年3月5日       | 2024年2月21日完全生産限定盤でアナログ盤（品番:MHJL-270/リマスター）が再リリース                                               |
| 2nd  | がんじがらめ   | 1983年12月1日      | 2024年2月21日完全生産限定盤でアナログ盤（品番:MHJL-271/リマスター）が再リリース                                               |
| 3rd  | JAG OUT        | 1984年11月11日     | 2024年3月27日完全生産限定盤でアナログ盤（品番:MHJL-272/リマスター）が再リリース                                               |
| 4th  | 夢遊病         | 1985年7月21日      | 2024年3月27日完全生産限定盤でアナログ盤（品番:MHJL-273/リマスター）が再リリース                                               |
| 5th  | 天使たち       | 1986年11月21日     | 2024年3月27日完全生産限定盤でアナログ盤（品番:MHJL-274/リマスター）が再リリース。                                             |
| 7th  | BAD INFLUENCE  | 1987年10月1日      | 2024年4月24日完全生産限定盤でアナログ盤（品番:MHJL-275/リマスター）が再リリース。                                             |
| 9th  | SCREW DRIVER   | 1989年1月21日      | ‘80年代まで発売されたスライダーズのアナログ盤は本作までであったが、2024年4月24日にリマスターされ再発リリース（品番:MHJL-275） |
| 10th | NASTY CHILDREN | 1990年12月21日     | 2023年8月アナログ盤（リマスター）リリース                                                                                     |
| 12th | WRECKAGE       | 1995年4月21日      | 2023年8月アナログ盤（リマスター）リリース                                                                                     |
| 14th | NO BIG DEAL    | 1996年11月21日     | 2023年8月アナログ盤（リマスター）リリース                                                                                     |

#### ボックス・セット
| タイトル               | リリース      | 規格 | カタログ番号 | 備考 |
| ---------------------- | ------------- | ---- | ------------ | --- |
| ROX IN THE BOX         | 2001年3月28日 | 11CD | ESCB 2204/14 | オリジナル・アルバム10枚に加えて、シングル・アルバム未収録曲・未発表曲（Run Silent, Run Deepのデモトラック）を編集したアルバム『Let Things Slide』(Disc-11)を加えた計11枚組ボックス・セット。今まで発表された全曲を完全網羅したコンプリート盤。全アルバム・デジタルリマスター、紙ジャケット仕様、未発表写真を含む200P写真集付。限定盤。 |
| SLIDERS Collection BOX | 2008年3月26日 | 12CD | MHCL 1301/12 | 紙ジャケット仕様での完全復刻によるオリジナル・アルバム10枚に加え、さらに12inchシングル・コレクション『Selected 12inch Singles』とSelectシングル・コレクション『Selected Singles』を加えた計12枚組ボックス・セット。限定盤。 |

## 関連書籍
| タイトル                                             | 発行                 | 著者、撮影者               | 発刊日         | 内容 |
| ---------------------------------------------------- | -------------------- | -------------------------- | -------------- | --- |
| タイクツってやつに、ケリいれて!                      | 音楽専科社           |                            | 1984年7月      | 音楽雑誌『アリーナ37℃』で、1983年の夏から約1年連載された記事をまとめたもの                                                                                |
| ROCK PIX                                             | シンコーミュージック | 撮影：ハービー・山口       | 1985年8月10日  | ロンドン写真集 |
| 夢の跡                                               | JICC出版局           | 著者：宇都宮美穂、沼崎敦子 | 1986年5月15日  | 1985年のツアーに同行した著者の、インタビュー形式のエッセイ                                                                                                |
| UP & DOWN                                            | 音楽専科社           | 撮影：三浦まり子           | 1987年11月22日 | ライブ写真集 |
| THE STREET SLIDERS DEF'                              | シンコーミュージック | 撮影：庄嶋與志秀           | 1988年4月14日  | 5年間63曲の全詩掲載ビジュアル詩集 |
| 蘭丸                                                 | 音楽専科社           | 撮影：おおくぼひさこ       | 1989年3月3日   | 土屋公平ソロ写真集 |
| 1988-1989                                            | CBSソニー出版        | 撮影：新山健次、三浦まり子 | 1989年3月25日  | Book① 写真集 撮影地/インド、北海道、ニューヨーク Book② ROCK'N' ROLL DEF'ツアーのライブフォト、インタビュー、ライブヒストリー                              |
| Drive ストリート・スライダーズ写真集                 | 扶桑社               | 撮影：杉山芳明             | 1991年1月25日  | 写真集 |
| らんまるのわがまま                                   | 音楽専科社           | 著者：佐伯明               | 1992年11月2日  | 音楽雑誌『アリーナ37℃』で、1989年3月号から1992年6月号まで連載されたコラムの単行本化                                                                       |
| ダイヤのギター                                       | ソニー・マガジンズ   | 著者：宇都宮美穂           | 1994年7月15日  | デビュー当時から追いつづけてきたライター宇都宮美穂が、土屋公平の言葉とギターの音の誘われて足を踏み入れた世界で見たものを綴ったエッセイ                    |
| 聖者のラプソディー                                   | ロッキング・オン     |                            | 1995年5月30日  | 音楽雑誌『ROCKIN'ON JAPAN』等で掲載されたインタビューを、1冊にまとめたもの                                                                                |
| THE STREET SLIDERS FILE ARENA37℃ 1983.4 ▶ 2000.10.29 | 音楽専科社           |                            | 2001年3月31日  | 音楽雑誌『アリーナ37℃』に掲載された全記事をまとめたもの。1984年発刊「タイクツってやつに、ケリいれて!」の復刻版とセット                                    |
| The Street Sliders Rock’n Roll Chronicle             | パルコ出版           | ストリート・スライダーズ   | 2023年9月9日   | 結成40周年の節目の豪華7大付録付きビジュアルヒストリー本。アーティスト写真、レコード、カセット、ポストカード、フライヤーなどをアルバムごとに収めた年代記。 |